# Atlantoserolis vemae
Atlantoserolis vemae är en kräftdjursart som först beskrevs av Menzies 1962.  Atlantoserolis vemae ingår i släktet Atlantoserolis och familjen Serolidae. Inga underarter finns listade i Catalogue of Life.